# سد تاكيتاني-إيك
سد تاكيتاني-إيك (باليابانية: taketaniike) هو سد ترابي يقع في محافظة ميه في اليابان. يستخدم السد للري. تبلغ مساحة مستجمعات المياه في السد 2 كيلومتر مربع، ويحجز السد حوالي 2 هكتار من الأرض عند امتلائه تخزين 215 ألف متر مكعب من المياه، وتم الانتهاء من بناء السد عام 1960.